# William N. Oatis
William Nathan Oatis (* 4. Januar 1914 in Marion, Indiana; † 16. September 1997 in New York) war ein US-amerikanischer Journalist.

## Leben und Wirken
Oatis studierte 1932/33 an der DePauw University und kehrte anschließend wieder in seine Heimatstadt zurück. Dort bekam er eine Anstellung in der Redaktion der Leader-Tribune. 1937 wechselte er zur Associated Press (AP) in Indianapolis. Als im Dezember 1941 die Vereinigten Staaten in den Zweiten Weltkrieg eintraten, meldete sich Oatis freiwillig zur Armee.
1945 kehrte Oatis im Range eines Corporals in seine Heimat zurück und begann an der University of Minnesota u. a. Japanisch zu studieren. Parallel dazu arbeitete auch als Freier Mitarbeiter wieder für die AP. In der Zentrale der AP in New York (Rockefeller Center, Rockefeller Plaza 50) machte er die Bekanntschaft von Laurabelle Zack (1924–2012), die dort als Bibliothekarin die Präsenzbibliothek betreute.
Anfang 1950 ging Oatis für die AP nach London, wo er auch Laurabelle heiratete. Zusammen hatten sie zwei Söhne, Jeremy und Jonathan. Am 23. Juni 1950 wechselte er nach Prag und übernahm dort noch am selben Tag die Leitung des Büros der Associated Press. Am 23. April 1951 ließ ihn Klement Gottwald, ein treuer Gefolgsmann Josef Stalins, verhaften. Bereits wenige Tage später präsentierte die tschechische Regierung ein erpresstes Geständnis von Oatis, indem er sämtliche Spionagevorwürfe bestätigte. In einem Schauprozess wurde Oatis am amerikanischen Nationalfeiertag – 4. Juli 1951 – zu zehn Jahren Gefängnis verurteilt.
Einige Wochen nach Stalins Tod und einer offiziellen Protestnote von Präsident Dwight D. Eisenhower wurde Oatis am 16. Mai 1953 aus dem Gefängnis entlassen. Während seiner Inhaftierung erkrankte Oatis an Tuberkulose, konnte aber nach seiner Entlassung vollständig geheilt werden. 1959 sprach ihn das tschechische Justizministerium offiziell von allen Anklagepunkten frei. Als 1968 der Prager Frühling durch den Einmarsch der Truppen des Warschauer Pakts beendet worden war, sah sich Oatis wiederum als Spion angeklagt. Erst während der Samtenen Revolution im Winter 1989/90 wurde diese Anklage zurückgezogen und für nichtig erklärt.
Zwischen 1954 und 1984 berichtete Oatis nahezu ausschließlich von den United Nations in New York; Ausnahmen waren berufliche Aufenthalte in London und Sofia. 1970 berief man ihn zum Präsidenten der United Nations Correspondents Association.
Am 16. September 1997 starb William N. Oatis im Long Island College Hospital (Brooklyn) an der Alzheimer-Krankheit. Seine letzte Ruhestätte fand er auf dem Calverton National Cemetery (Long Island).

## Ehrungen
- 1952 George Polk Award
- 1992 Indiana Journalism Hall of Fame